# Rușețu
Rușețu là một xã thuộc hạt Buzău, România. Dân số thời điểm năm 2002 là 4313 người.